# Aston, Newcastle-under-Lyme

Aston är en by i Staffordshire, England. Byn ligger 2.6 km sydost om Woore och 4.1 km sydväst om Madeley Heath. Söder om byn ligger Minn Bank som är känt för sin trädgård Dorothy Clive Garden. Byn består av en bystuga, ett kapell och ett flertal stall.